# János Baross

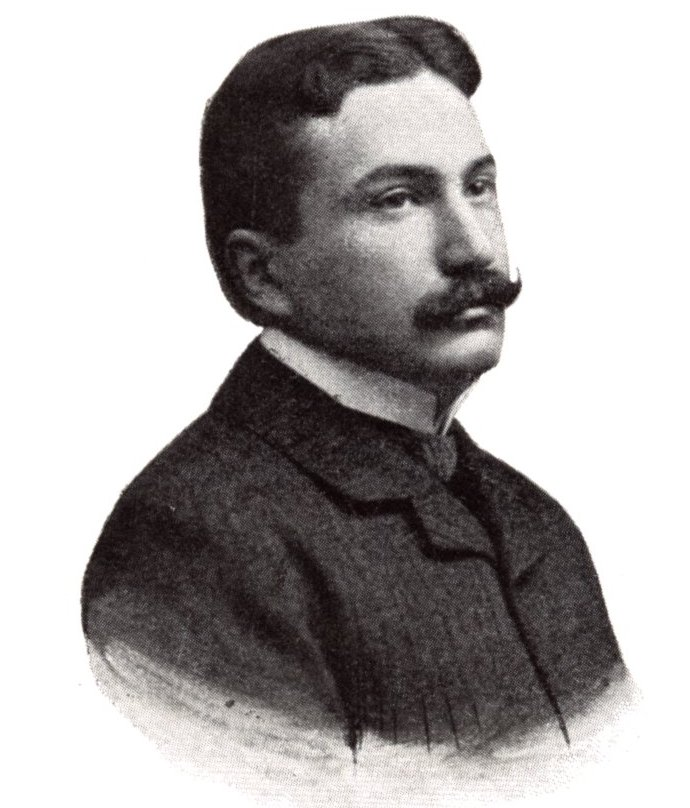
János Baross (1905)

János Baross von Bellus (* 21. Dezember 1875 in Pilisszántó, Komitat Pest-Pilis-Solt; † 7. September 1926 in Budapest) war ein ungarischer Agrarpolitiker und Jurist.

## Leben
Baross war zunächst bei der Komitatsbehörde, dann beim k.u. Handelsministerium angestellt. Von 1905 bis 1918 war er als Mitglied der Unabhängigkeits- und 48er Partei Reichstagsabgeordneter für den Wahlbezirk Lovrin im Komitat Torontál. Ab 1909 war er Privatdozent für Agrarpolitik und war von 1922 bis zu seinem Tode 1926 Abgeordneter der Nationalversammlung (Nemzetgyűlés).